# D603 (Meuse)
De D603 is een departementale weg in het Noordoost-Franse departement Meuse. De weg loopt van de grens met Marne via Verdun naar de grens met Meurthe-et-Moselle. In Marne loopt de weg als D3 verder richting Châlons-en-Champagne en Parijs. In Meurthe-et-Moselle loopt de weg verder als D603 richting Metz.

## Geschiedenis
Oorspronkelijk was de D603 onderdeel van drie routes nationales, de N3 tussen Marne en Verdun, de N18 tussen Verdun en Étain en de N390 tussen Étain en Meurthe-et-Moselle. De N3 liep toen via een zuidelijkere route, de huidige D903, verder naar Metz. In 1973 werd dit zuidelijke deel overgedragen aan de departementen. De N3 ging toen in haar geheel via de huidige D603 lopen.
In 2006 werd de weg overgedragen aan het departement Meuse, omdat de weg geen belang meer had voor het doorgaande verkeer vanwege de parallelle autosnelweg A4. De weg is toen omgenummerd tot D603.